# Agon Cup
La Agon Kiriyama Cup è un torneo professionistico di Go organizzato dalla Nihon Ki-in. La caratteristica del torneo è l'impiego di tempi di riflessione ridotti. È sponsorizzato dal giornale Kyoto Shinbun e dalla setta religiosa Agon Shu.

## Torneo
Il torneo è organizzato a partire dal 1994, e in quella occasione si chiamava Acom Cup. Dal 1999 il torneo è sponsorizzato dalla Agon Shu e pertanto ha mutato il suo nome in Agon Cup.
La formula è quella tipica dei tornei di go giapponesi, con partite singole ad eliminazione diretta. Ma a differenza della maggior parte dei tornei il campione in carica non attende uno sfidante ma deve giocare tutto il torneo. A causa di questa caratteristiche il torneo è uno dei più difficili da difendere per un campione in carica. 
Il vincitore del torneo riceve una coppa e un premio di 10.000.000 di Yen (circa 80.000 euro); la vittoria del torneo garantisce anche la promozione a 7 dan. La borsa di questo torneo, considerato minore, è comunque maggiore di quella di tre delle sette «corone», e specificatamente di Honinbo, Gosei e Jūdan, che però hanno un prestigio maggiore.
A partire dal 1999 l vincitore affronta il vincitore dell'equivalente cinese Ahan Tongshan Cup nell'Agon Cup Cina-Giappone.

## Albo d'oro
| Edizione | Anno | Vincitore        | Finalista        |
| -------- | ---- | ---------------- | ---------------- |
| 1        | 1994 | Ō Rissei         | Cho Chikun       |
| 2        | 1995 | Masao Katō       | Satoru Kobayashi |
| 3        | 1996 | Masao Katō       | Norimoto Yoda    |
| 4        | 1997 | Norimoto Yoda    | Masao Kato       |
| 5        | 1998 | Satoru Kobayashi | Cho Chikun       |
| 6        | 1999 | Kōichi Kobayashi | Shinji Takao     |
| 7        | 2000 | Cho Sonjin       | Cho Chikun       |
| 8        | 2001 | Cho Sonjin       | Ō Rissei         |
| 9        | 2002 | Cho Chikun       | Cho U            |
| 10       | 2003 | Masao Kato       | Cho U            |
| 11       | 2004 | Naoki Hane       | Kōichi Kobayashi |
| 12       | 2005 | Yūta Iyama       | Satoru Kobayashi |
| 13       | 2006 | Cho U            | Naoki Hane       |
| 14       | 2007 | Cho U            | Cho Chikun       |
| 15       | 2008 | Cho U            | Seiken Takanashi |
| 16       | 2009 | Naoki Hane       | Cho U            |
| 17       | 2010 | Keigo Yamashita  | Cho Chikun       |
| 18       | 2011 | Yūta Iyama       | Keigo Yamashita  |
| 19       | 2012 | Cho U            | Rin Shien        |
| 20       | 2013 | Daisuke Murakawa | Tatsuya Shida    |
| 21       | 2014 | Yūta Iyama       | Rin Kono         |
| 22       | 2015 | Yūta Iyama       | Kyo Kagen        |
| 23       | 2016 | Rin Kono         | Cho Chikun       |
| 24       | 2017 | Yuta Matsura     | Shinji Takao     |
| 25       | 2018 | Ryo Ichiriki     | Toramaru Shibano |
| 26       | 2019 | Cho U            | Ryo Ichiriki     |
| 27       | 2020 | Yūta Iyama       | Keigo Yamashita  |
| 28       | 2021 | Kyo Kagen        | Yūta Iyama       |
| 29       | 2022 | Hirata Tomoya    | Yūta Iyama       |
| 30       | 2023 | Ryo Ichiriki     | Yūta Iyama       |
| 31       | 2024 | Ryo Ichiriki     | Toramaru Shibano |
| 32       | 2025 | in corso         | in corso         |